# 馬福龍
馬福龍（1932年4月26日—2005年），江蘇鎮江人，婦產科醫師，長期在臺灣雲林縣虎尾鎮服務，第十三屆醫療奉獻獎得主。

## 生平
馬福龍為江蘇鎮江人，1932年4月26日生，1961年畢業於國防醫學院。1969年，若瑟醫院唯一的婦產科醫師突然離職，在台中八○三總醫院的馬福龍醫師受邀南下暫代。
馬福龍回憶，那時家不在雲林，孩子又小，他不能長年居住在外，因此幾度想離開，但院長松喬均強力慰留。當時一名半夜陣痛的初產婦，臨盆前敲遍了虎尾鎮上婦產科診所大門，卻無人回應，最後孩子竟然在車上分娩。馬醫生想到產婦半夜敲門無人應的處境，他想，台北不差他一個，他對雲林人而言卻是迫切的需要，遂決定留下。
那時若瑟醫院器械缺乏。一次，馬福龍幫一名罕見的無陰道患者手術，以免因經血無法排出蓄積腹腔內，為她重建人工陰道後，卻沒擴陰器，就請木工削一根小木頭再外頭套上手術用橡皮手套，這就成克難的擴陰器。
1973年，若瑟醫院副院長畢耀遠與德籍電子機械工程師易慕道、正心中學教師林德興共同設計了新型的嬰兒保育箱。
院牧部副主任方秀仁回憶，早年遇有早產兒，大多認為活不了，且擔心龐大的醫藥費，但馬大夫總是哄騙地告訴家長再給嬰兒幾天。過幾天，家長跑來醫院要孩子，馬大夫還是說再過幾天吧。早產兒在保溫箱裡得到良好照顧，也讓民眾對早產兒活不了的印象大為改觀。
馬福龍在若瑟醫院三十多年來一共接生了上萬名嬰兒，包括全臺灣首例自然懷孕四胞胎是他經手。1986年6月10日晚，雲林縣口湖鄉二十七歲婦人孫月英於若瑟醫院生下三男一女的四胞胎，由馬福龍、包雨田接生，據該年代醫學文獻，平均機率是七十萬零四千九百六十九分之一。雲林縣民廖蔡翠琴六個孫子，全都是馬福龍接生的，她說曾親眼目賭馬大夫自掏腰包，替付不起醫藥費的患者付錢。
一次，一婦女子宮大出血患者亟需凝血劑止血，但中臺灣沒有凝血劑，院方只好聯絡台北派人攜藥搭車到台中，院方再派人在車站等，再飛車回若瑟醫院。馬福龍還記得那時他就坐在若瑟門口等，總算讓病人幸運獲救。
方秀仁表示馬福龍自己與家人聚少離多，只有週末才能回台北和家人相聚，因經常忙到半夜，幾乎以開刀房為家，被同仁發現他床底下堆滿泡麵。後來馬福龍在2003年得醫療奉獻獎時，還被主持人蔡康永調侃不要吃太多泡麵。該年報導，若瑟醫院婦產科隨著他奠定紮實的基礎，婦產科醫師群增加近十人，病床擴充為五十一床、嬰兒床四十四床。
2003年2月，馬福龍退休。2006年醫療奉獻獎典禮上，若瑟醫院帶來第十三屆得主馬福龍醫師已在2005年因病去世的消息，而最早獲獎的松喬也正長期臥床。